# Kozakkenput
De Kozakkenput is een natuurgebied bij Zeist ten zuiden van Soesterberg en ten noordoosten van Zeist in de provincie Utrecht. De Kozakkenput ligt tussen het Kamp van Zeist en de sportvelden van Schaerweijde met aan de noordzijde de A28. Dit gebied van 91 hectare op het midden op de Utrechtse Heuvelrug vormt samen met belendende gebieden Krakeling en Witte Hull een oppervlakte van 123 hectare. De eigenaar van het gebied, Het Utrechts Landschap, heeft een wandelroute uitgezet.

## Historie
De Kozakkenput hoorde vroeger bij het landhuis Beek en Royen. Bij dit huis uit 1730 werden lange rechte lanen en bos aangelegd. Een van die lanen was het Laantje zonder Eind.
Generaal-majoor A.F.L. Viesse de Marmont was begin 1800 met zijn Frans-Bataafse troepen gelegerd in de stad Utrecht. In 1804 hield hij op de heide rond Zeist oefeningen met zijn 20.758 soldaten. Hij liet zijn kampement opslaan op de heide en om voldoende water te hebben voor zijn mensen en paarden liet hij 30 putten graven van tien meter diep om bij het grondwater te komen. Met het grondwerk hield De Marmont zijn manschappen in goede conditie. Ook de Pyramide van Austerlitz is gebouwd door de manschappen van De Marmont. Niet alleen om in conditie te blijven, maar ook om de tijd te doden.
De naam Kozakkenput ontstond echter pas negen jaar later toen na de verdrijving van Napoleon Bonaparte een Kozakkenbataljon van het Russische leger bij deze waterputten bivakkeerde. Deze kozakken waren daarvoor gelegerd op de Utrechtse Maliebaan, maar hadden zich door hun wilde gedrag in de stad onmogelijk gemaakt.

## Flora en fauna

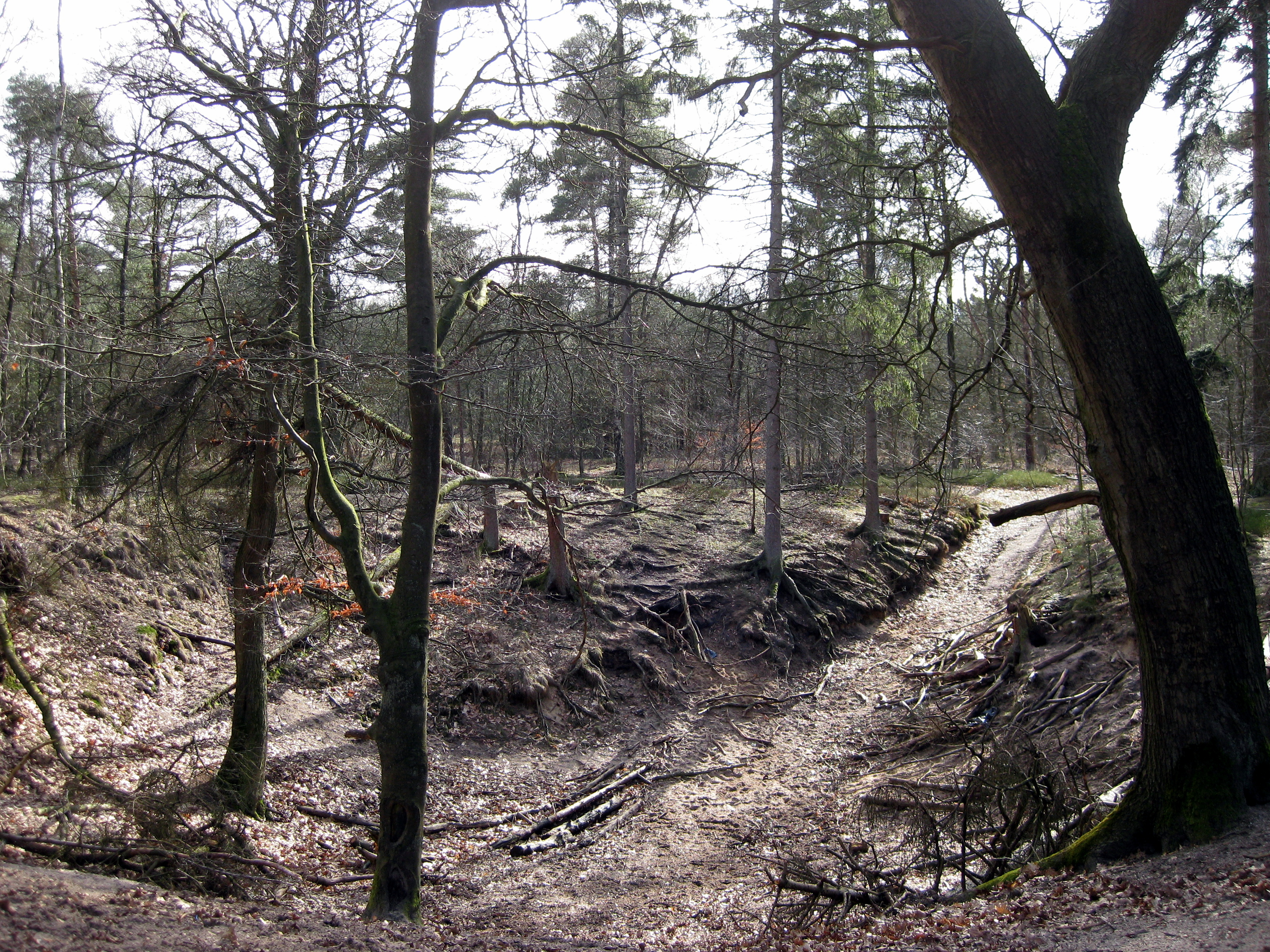
De put

Het gemengde bos met akkers, heideveldjes en diepe putten wordt doorsneden door oude lanen van beuken en Amerikaanse eiken. De akkers in het gebied worden omringd door eikenhakhout en oude singels. In het gevarieerde bos groeien veel grove dennen. Op delen van het terrein werden na 1887 productiebossen aangelegd.
De lage begroeiing bestaat uit struikhei, blauwe bosbes, pijpenstrootje, bochtige smele, liggend walstro en rankende helmbloem. Langs de paden groeien ook soorten als hondsviooltje, gewone brunel, geel nagelkruid, bergbasterdwederik, bosandoorn, rood guichelheil en muursla.
In het gebied leeft onder andere de ransuil.
Amerongse Bos
· Amerongse Bovenpolder
· Landgoed Beerschoten
· Beukenburg
· Biltse Duinen
· Birkhoven
· Blauwe Kamer
· Blikkenburg
· Bloeidaal
· Bornia
· Bosch en Duin
· Breeveen
· Broekerbos
· Buitenplaatsen Driebergseweg
· Dartheide
· Elster Buitenwaarden
· Grebbeberg
· Heidestein
· Hoge Ginkel
· Hooge Kampse Plas
· Hoog Moersbergen
· Houdringe
· Juliusput
· Kasteelbos Renswoude
· De Kievit
· Kooilust
· Kozakkenput
· De Krakeling
· Laarsenberg
· De Leyen
· Lockhorsterbos
· Lunenburgerwaard
· Maartensdijkse Bos
· Middelwaard
· Moersbergen
· Niënhof
· Noordhout
· Okkersbos
· Oostbroek
· Over-Holland
· Palmerswaard
· De Paltz
· Panbos
· Plantage Willem III
· Pleinesbos
· De Pol
· Ridderoordse Bos
· Sandenburg
· Sandwijck
· De Schammer
· Stameren
· Landgoed Stoutenburg
· Viaanse Bos
· Viaanse polders en uiterwaarden
· Vikinghof
· Park Vliegbasis Soesterberg
· Vijverbos
· Vijverhof
· Voordorpse polder
· Willem Arntszbos
· Witte Hull
· De Woerd
· Wulperhorst
· Zeisterbos